# Talochlamys
Talochlamys is een geslacht van tweekleppigen uit de familie van de Pectinidae (mantelschelpen).

## Soorten
- Talochlamys abscondita (P. Fischer in Locard, 1898)
- Talochlamys araroaensis (Beu, 1970) †
- Talochlamys chathamensis (Hutton, 1873) †
- Talochlamys contorta Dijkstra, 1993
- Talochlamys dichroa (Suter, 1909)
- Talochlamys fischeri (Zittel, 1865) †
- Talochlamys gemmulata (Reeve, 1853)
- Talochlamys humilis (Sowerby III, 1904)
- Talochlamys inaequalis Dijkstra & Moolenbeek, 2008
- Talochlamys multicolor (Melvill & Standen, 1907)
- Talochlamys multistriata (Poli, 1795)
- Talochlamys pulleineana (Tate, 1887)
- Talochlamys pusio (Linnaeus, 1758)
- Talochlamys scandula (Hutton, 1873) †
- Talochlamys williamsoni (Zittel, 1865) †
- Talochlamys zelandiae (Gray, 1843)